# Grand Prix automobile du Japon 1988

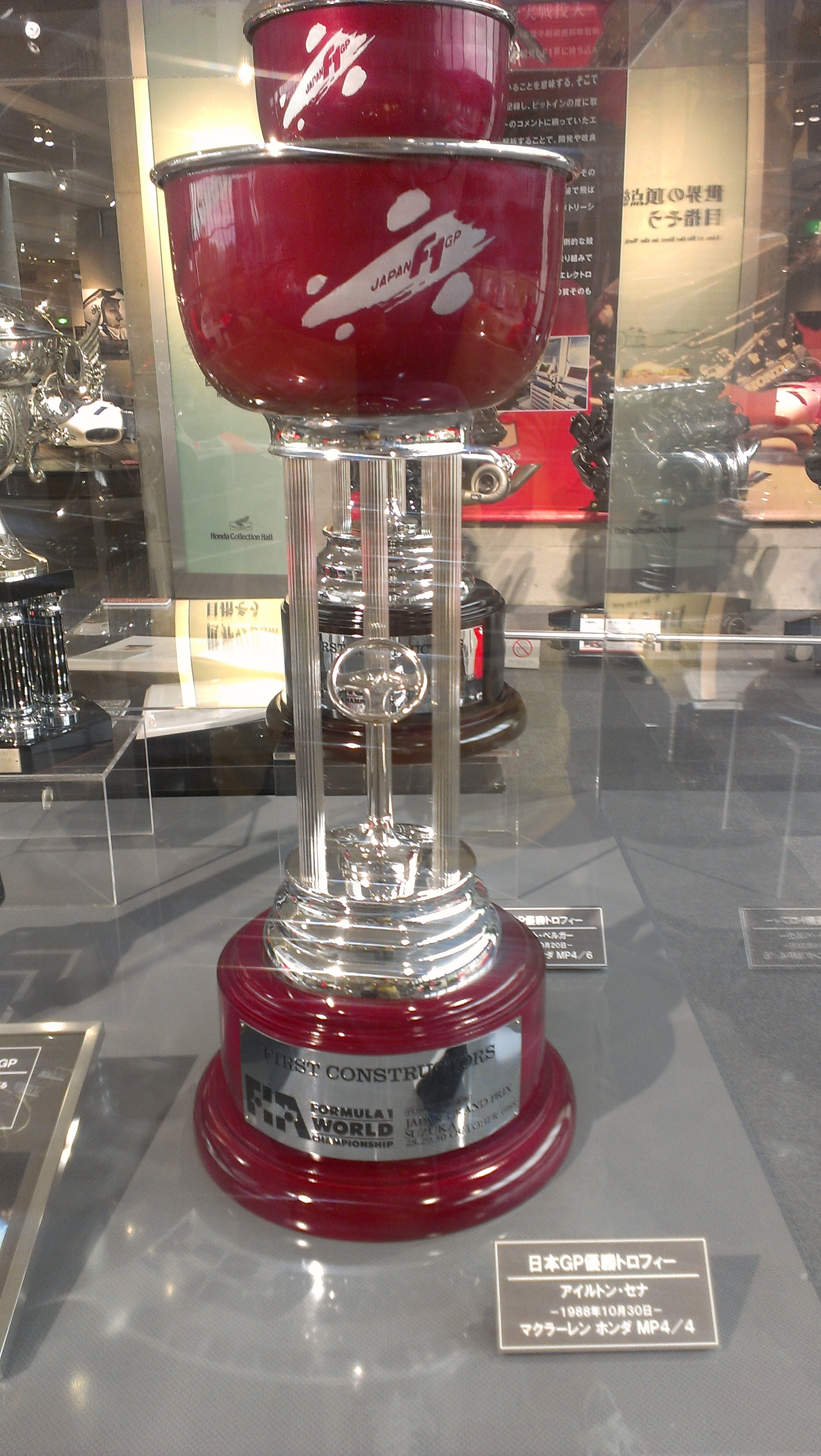
Le trophée du Grand Prix.

Le Grand Prix automobile du Japon 1988 est une course de Formule 1 qui s'est déroulée le 30 octobre 1988 sur le circuit de Suzuka.

## Classement
| Pos. | No | Pilote             | Écurie               | Tours | Temps/Abandon                      | Grille | Points |
| ---- | -- | ------------------ | -------------------- | ----- | ---------------------------------- | ------ | ------ |
| 1    | 12 | Ayrton Senna       | McLaren-Honda        | 51    | 1 h 33 min 26 s 173 (191,880 km/h) | 1      | 9      |
| 2    | 11 | Alain Prost        | McLaren-Honda        | 51    | + 13 s 363                         | 2      | 6      |
| 3    | 20 | Thierry Boutsen    | Benetton-Ford        | 51    | + 36 s 109                         | 10     | 4      |
| 4    | 28 | Gerhard Berger     | Ferrari              | 51    | + 1 min 26 s 714                   | 3      | 3      |
| 5    | 19 | Alessandro Nannini | Benetton-Ford        | 51    | + 1 min 30 s 603                   | 12     | 2      |
| 6    | 6  | Riccardo Patrese   | Williams-Judd        | 51    | + 1 min 37 s 615                   | 11     | 1      |
| 7    | 2  | Satoru Nakajima    | Lotus-Honda          | 50    | + 1 tour                           | 6      |        |
| 8    | 14 | Philippe Streiff   | AGS-Ford             | 50    | + 1 tour                           | 18     |        |
| 9    | 30 | Philippe Alliot    | Larrousse-Ford       | 50    | + 1 tour                           | 19     |        |
| 10   | 15 | Mauricio Gugelmin  | March-Judd           | 50    | + 1 tour                           | 13     |        |
| 11   | 27 | Michele Alboreto   | Ferrari              | 50    | + 1 tour                           | 9      |        |
| 12   | 3  | Jonathan Palmer    | Tyrrell-Ford         | 50    | + 1 tour                           | 16     |        |
| 13   | 23 | Pierluigi Martini  | Minardi-Ford         | 49    | + 2 tours                          | 17     |        |
| 14   | 4  | Julian Bailey      | Tyrrell-Ford         | 49    | + 2 tours                          | 26     |        |
| 15   | 24 | Luis Pérez-Sala    | Minardi-Ford         | 49    | + 2 tours                          | 22     |        |
| 16   | 29 | Aguri Suzuki       | Larrousse-Ford       | 48    | + 3 tours                          | 20     |        |
| 17   | 25 | René Arnoux        | Ligier-Judd          | 48    | + 3 tours                          | 23     |        |
| Abd. | 22 | Andrea De Cesaris  | Rial-Ford            | 36    | Surchauffe                         | 14     |        |
| Abd. | 18 | Eddie Cheever      | Arrows-Megatron      | 35    | Alimentation                       | 15     |        |
| Abd. | 21 | Nicola Larini      | Osella               | 34    | Freins                             | 24     |        |
| Abd. | 1  | Nelson Piquet      | Lotus-Honda          | 34    | Problème physique                  | 5      |        |
| Abd. | 5  | Nigel Mansell      | Williams-Judd        | 24    | Collision                          | 8      |        |
| Abd. | 36 | Alex Caffi         | Scuderia Italia-Ford | 22    | Sortie de piste                    | 21     |        |
| Abd. | 16 | Ivan Capelli       | March-Judd           | 19    | Panne électrique                   | 4      |        |
| Abd. | 17 | Derek Warwick      | Arrows-Megatron      | 16    | Sortie de piste                    | 7      |        |
| Abd. | 10 | Bernd Schneider    | Zakspeed             | 14    | Problème physique                  | 25     |        |
| Nq.  | 26 | Stefan Johansson   | Ligier-Judd          |       | Non qualifié                       |        |        |
| Nq.  | 32 | Oscar Larrauri     | Eurobrun-Ford        |       | Non qualifié                       |        |        |
| Nq.  | 9  | Piercarlo Ghinzani | Zakspeed             |       | Non qualifié                       |        |        |
| Nq.  | 33 | Stefano Modena     | Eurobrun-Ford        |       | Non qualifié                       |        |        |
| Npq. | 9  | Gabriele Tarquini  | Coloni-Ford          |       | Non préqualifié                    |        |        |

## Pole position et record du tour
- Pole position : Ayrton Senna en 1 min 41 s 853 (vitesse moyenne : 207,087 km/h).
- Meilleur tour en course : Ayrton Senna en 1 min 46 s 326 au 33e tour (vitesse moyenne : 198,375 km/h).

## Tours en tête
- Alain Prost : 26 (1-15 / 17-27)
- Ivan Capelli : 1 (16)
- Ayrton Senna : 24 (28-51)

## À noter
- 14e victoire pour Ayrton Senna.
- 69e victoire pour McLaren en tant que constructeur.
- 41e victoire pour Honda en tant que motoriste.